# Spilosoma mus
Spilosoma mus là một loài bướm đêm thuộc phân họ Arctiinae, họ Erebidae.